# Toques
Toques – gmina w Hiszpanii, w prowincji A Coruña, w Galicji, o powierzchni 77,93 km². W 2011 roku gmina liczyła 1302 mieszkańców.